# Pachydema sinaitica
Pachydema sinaitica är en skalbaggsart som beskrevs av George Robert Crotch 1872. Pachydema sinaitica ingår i släktet Pachydema och familjen Melolonthidae. Inga underarter finns listade i Catalogue of Life.